# ドッキングのための配座空間の探索
分子モデリングの分野では、ドッキング (docking)とは、ある分子が他の分子に対して安定した複合体 (英語版) で結合したときに、優先的な配向を予測する方法である。タンパク質ドッキングの場合、探索空間はリガンドに対するタンパク質のすべての可能な配向で構成される。加えて、柔軟なドッキングでは、リガンドの可能なすべての立体配座と対になったタンパク質のすべての可能な立体配座を考慮する。 
現在の計算機資源では、これらの探索空間を網羅的に探索することは不可能であり、その代わりに、最適な効率で探索空間をサンプリングしようとする多くの戦略がある。現在使用されているほとんどのドッキングプログラムは、柔軟性のあるリガンドを考慮しており、いくつかは柔軟性のあるタンパク質受容体をモデル化しようとしている。ペアの各スナップショットは「ポーズ」と呼ばれる。 

## 分子動力学  (MD) シミュレーション
分子動力学 (Molecular dynamics; MD) シミュレーションのアプローチは、通常、タンパク質は硬く保持され、リガンドはその立体配座空間を自由に探索できる。次に、生成された立体配座は、タンパク質に連続的にドッキングされ、シミュレーティド・アニーリング手順から構成される MD シミュレーションが実行される。これは通常、短いMDエネルギー最小化ステップで補完され、MDの実行から決定されたエネルギーは、全体的なスコアリングのランキング付けに使用される。これはコンピュータ・コストが高い方法であるが (何百回ものMD実行を含む可能性がある)、いくつかの利点がある。たとえば、特殊なエネルギー/スコアリング関数は必要ない。MD力場は一般的に、合理的で実験で得た構造と比較できるポーズを見つけるために使用できる。 
固有構造 (eigenstructures) と呼ばれるドッキングのための複数の構造を生成するために、Distance Constraint Essential Dynamics (DCED) 法が使用されている。このアプローチは、コストのかかるMD計算のほとんどを回避しながらも、粗視化動力学の一形態を表す柔軟な受容体に関与する本質的な運動を捉えることができる。 

## 形状相補性法
多くのドッキングプログラムで使用されている最も一般的な手法である形状相補性法 (shape-complementarity methods) は、最適なポーズを見つけるために、受容体とリガンドの一致に焦点を当てている。プログラムには、DOCK (英語版) 、FRED、GLIDE、SURFLEX、eHiTSなどがある。ほとんどの方法は、構造相補性と結合相補性を含む有限数の記述子を用いて分子を記述する。構造相補性 (structural complementarity) は、ほとんどの場合、溶媒露出表面積、全体的な形状、タンパク質とリガンドの原子間の幾何学的制約など、分子の幾何学的記述である。結合相補性 (binding complementarity) は、特定のリガンドがタンパク質にどの程度よく結合するかを記述するために、水素結合相互作用、疎水性接触、ファンデルワールス相互作用などの特徴を考慮に入れている。これらの記述子は構造テンプレートの形で便利に表わされ、タンパク質の活性部位によく結合する可能性のある化合物 (生体情報データベースまたはユーザー入力) を迅速に照合するために使用される。全原子分子動力学法と比較して、これらの方法はタンパク質とリガンドの最適な結合ポーズを見つけるのに非常に効率的である。 

## 遺伝的アルゴリズム
最も使用されているドッキングプログラムの2つ、GOLDとAutoDockは、このクラスに属している。遺伝的アルゴリズムは、分子ペアの各空間配置を特定のエネルギーを持つ「遺伝子」として表現することにより、基本的にはタンパク質とリガンドが共同している大きな立体配座空間を探索することを可能にしている。このようにして、ゲノム全体が、探索されるべき完全なエネルギー地形を表している。ゲノムの進化のシミュレーションは、生物学的進化と同様に、ランダムな個体 (コンホメーション) のペアを「交配」させ、子孫にランダムな突然変異が起こる可能性を持たせるクロスオーバー技術によって行われる。これらの方法は、実際のプロセスに近い状態を維持しながら、広大な状態空間をサンプリングするのに非常に有用であることが証明されている。 
遺伝的アルゴリズムは大規模な立体配座空間のサンプリングに非常に成功しているが、多くのドッキングプログラムでは、タンパク質を固定したままにしておく必要があり、一方でリガンドのみが屈曲してタンパク質の活性部位に適応できるようにする。遺伝的アルゴリズムはまた、タンパク質に結合する可能性のあるリガンドに関する信頼性の高い答えを得るために、実行を複数繰り返すことを必要とする。こうした理由で、適切なポーズを可能にするために一般的に遺伝的アルゴリズムを実行するのにかかる時間は長くなる可能性があり、これらの方法は、化合物の大規模データベースをスクリーニングする際の形状相補性に基づくアプローチほど効率的ではない。最近の改善は、グリッドベースのエネルギー評価の使用、関心のある局所領域 (活性部位) のみでの立体配座変化の探索制限、および改善されたタブサーチ法(tabling methods)により、遺伝的アルゴリズムの性能を大幅に向上させ、仮想スクリーニングアプリケーションに適したものになった。 